# José Francisco de Isla
José Francisco de Isla de la Torre y Rojo (Vidanes, 24 aprile 1703 – Bologna, 2 novembre 1781) è stato un teologo e scrittore spagnolo.

## Biografia
Entrò nella Compagnia di Gesù a 16 anni: dopo il noviziato a Villagarcía de Campos, studiò filosofia a Santiago de Compostela (1721-1724) e teologia a Salamanca (1724-1728), Durante gli anni della sua formazione conobbe Luis de Losada, letterato gesuita. Insieme a Losada scrisse La juventud triunfante, opera pubblicata a Salamanca nel 1727, una caricatura del genere encomiastico, in cui si evidenzia la sproporzione dell'elogio rispetto al fatto celebrato. Un'altra parodia del genere encomiastico è il Triunfo del amor y de la lealtad, pubblicato a Madrid nel 1746.
Fu un predicatore apprezzato per la profonda cultura e per le doti oratorie: furono pubblicati postumi sei volumi dei suoi Sermones (1792-1793).
Per comporre il suo capolavoro Historia del famoso predicador fray Gerundio de Campazas, alias Zotes si ritirò a Salamanca e poi a Villagarcía de Campos, rifiutando persino il prestigioso incarico di confessore della regina Maria Barbara. L'opera fu scritta nel 1758 sotto lo pseudonimo di Francisco Lobón de Salazar per criticare la retorica dei predicatori, per esporre un trattato sull'oratoria e un racconto picaresco sull'educazione dei frati. Si tratta di un'opera comico-satirica che prende di mira un predicatore i cui molti spropositi sono commentati con lepide osservazioni, in uno stile a tratti ampolloso, ma che mira a coinvolgere il lettore. Forse nocque all'opera il proposito di istruire ridendo, introducendo ampi passaggi didattici.
Perché colpiva i predicatori, l'opera fu messa all'indice dall'Inquisizione nel 1760. Una seconda edizione apparve nel 1768 e fu nuovamente condannata dall'indice nel 1776.
Fu anche traduttore in spagnolo di opere francesi e italiane.
José Francisco de Isla fu allontanato dalla Spagna nel 1767 col resto del suo ordine e si trasferì a Bologna, dove morì nel 1781. Fu sepolto nella chiesa di Santa Maria delle Muratelle, dove lo ricorda una lapide posta in facciata.